# Little-Parks-Effekt
Der Little-Parks-Effekt beschreibt bei supraleitenden Materialien eine periodische Veränderung der Sprungtemperatur bei Änderung eines äußeren Magnetfelds.
Der Effekt wurde 1962 bei Experimenten mit einem supraleitenden, dünnwandigen Hohlzylinder entdeckt, der einem parallelen, langsam ansteigenden, äußeren Magnetfeld ausgesetzt wurde. Dabei erkannten die Forscher William A. Little und Roland D. Parks, dass nahe der Sprungtemperatur der elektrische Widerstand des Zylinders sich abhängig vom äußeren Magnetfeld periodisch änderte. Unter Berücksichtigung der Geometrie des Experiments entsprach diese Periode einer Änderung des magnetischen Flusses um
{\displaystyle \Phi _{0}={\frac {h}{2e}}=2,07\cdot 10^{-15}\,\mathrm {Wb} }.
Dabei ist h die Planck-Konstante und e die Elementarladung. Die Konstante Φ0 ist das magnetische Flussquant, die kleinste Einheit des magnetischen Flusses in einem Supraleiter. 
Bei Erhöhung oder Verringerung des magnetischen Flusses um ein Flussquant wird jeweils eine Periode der Änderung der Sprungtemperatur durchlaufen. Diese Oszillation der Sprungtemperatur bewirkt das periodische Oszillieren des elektrischen Widerstands. Wird das äußere Magnetfeld erhöht, steigt im gleichen Maß die kinetische Energie der Elektronen im Zylinder. Gleichzeitig bilden sich jedoch Flussschläuche im Supraleiter, in denen magnetische Feldlinien durch den Supraleiter geführt werden, wodurch die kinetische Energie der Elektronen im Zylinder verringert wird. Werden diese beiden Effekte verbunden, ergibt sich ein periodisches Oszillieren der kinetischen Energie, die unter der vereinfachten Annahme 
{\displaystyle E_{\mathrm {kin} }=kT}
mit der Boltzmann-Konstanten k, direkt proportional zur Sprungtemperatur ist.